# Prevalje pod Krimom
Prevalje pod Krimom (Duits: Prewole in der Oberkrain) is een plaats in Slovenië en maakt deel uit van de gemeente Brezovica in de NUTS-3-regio Osrednjeslovenska. De plaats telde 189 inwoners op 1 januari 2020.

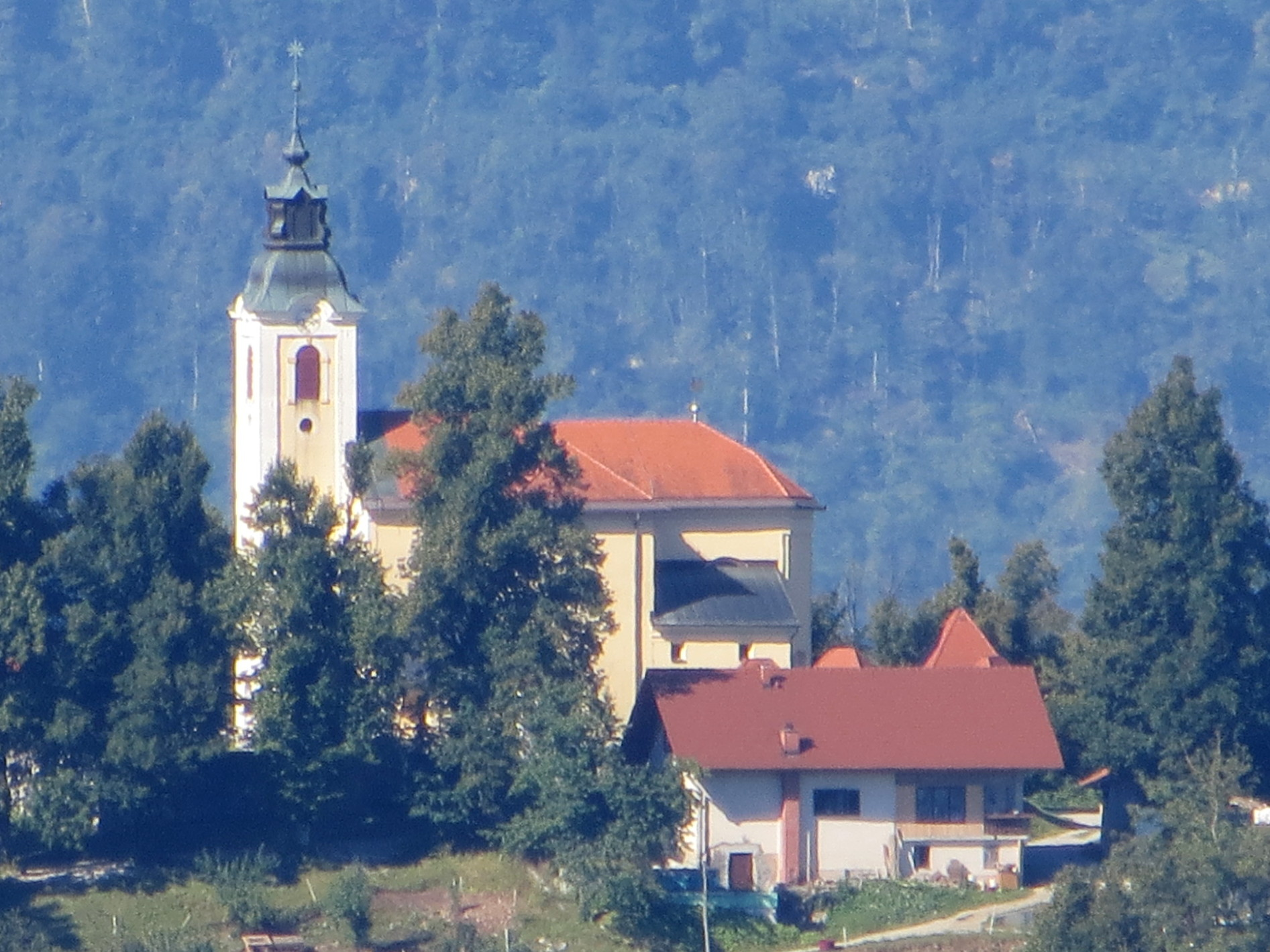
Onze Lieve Vrouw van Smartenkerk